# Dance Remixes
Dance Remixes è il primo album di remix della cantante francese Mylène Farmer, pubblicato nel 1992 dalla Polydor Records.

## Descrizione
Dopo il clamoroso successo de L'Autre... il duo Farmer/Boutonnat si prepara al loro primo lungometraggio Giorgino, ma prima dell'uscita del film esce nel 1992 la prima compilation di remixes della rossa (che per molti equivale al suo primo best of). La raccolta include tutti i suoi successi remixati (Désenchantée, Pourvu qu'elles soient douces, Sans contrefaçon...), e una nuova traccia Que mon cœur lâche, accompagnata da un video abbastanza spinto. La compilation venderà circa 200 000 copie diventando doppio disco d'oro e arrivando alla 9ª posizione della classifica degli album francesi.

## Tracce

### CD1
1. We'll never die (Techno Remix) 7'30
2. Sans contrefaçon (Boy Remix) 5'55
3. Tristana (Remix Club) 7'10
4. Sans logique (Illogical Club Remix) 7'11
5. Allan (Extended Mix) 7'57
6. Ainsi soit je... (Maxi Remix) 7'10
7. Plus grandir (Mother's Live Remix) 6'25
8. À quoi je sers... (Club Remix) 7'50

### CD2
1. Que mon cœur lâche (Extended Dance Remix) (8'10)
2. Pourvu qu'elles soient douces (Remix Club) (6'30)
3. Libertine (Carnal Sins Remix) 7'00
4. Je t'aime mélancolie (Extended Club Remix) 7'45
5. Regrets (Extended Club Remix) 7'13
6. Beyond my control (Godforsaken Mix) 8'03
7. Désenchantée (Remix Club) 8'10

## Singoli
- Que mon cœur lâche